# Cantón de Haubourdin
El cantón de Haubourdin era una división administrativa francesa, que estaba situada en el departamento de Norte y la región de Norte-Paso de Calais.

## Composición
El cantón estaba formado por cinco comunas:
- Emmerin
- Haubourdin
- Loos
- Santes
- Wavrin

## Supresión del cantón de Haubourdin
En aplicación del Decreto nº 2014-167 de 17 de febrero de 2014, el cantón de Haubourdin fue suprimido el 22 de marzo de 2015 y sus 5 comunas pasaron a formar parte; dos del nuevo cantón de Faches-Thumesnil, dos del nuevo cantón de Lille-6 y una del nuevo cantón de Annœullin.